# Vincenzo Ventrone
Vincenzo Ventrone (Maddaloni, 20 giugno 1998) è un cestista italiano.

## Carriera

### Club
Cresce nella Juvecaserta, viene aggregato alla prima squadra nella stagione 2015-16 ed entra nei secondi finali in più occasioni. Nella stagione successiva viene tesserati come quinto italiano, esordisce il 2 aprile 2017 al PalaGeorge contro la Leonessa Brescia, gioca 4 minuti e mette a referto un rimbalzo.
Il 9 agosto 2017 viene ufficializzato il suo trasferimento alla Cestistica San Severo, della quale farà parte nella stagione 2017-18. Nell'agosto del 2018 si trasferisce alla New Caserta Basket.